# Шибот
Шибот (рум. Șibot) — село у повіті Алба в Румунії. Адміністративний центр комуни Шибот.
Село розташоване на відстані 273 км на північний захід від Бухареста, 24 км на південний захід від Алба-Юлії, 95 км на південь від Клуж-Напоки.

## Населення
За даними перепису населення 2002 року у селі проживали 1317 осіб. Рідною мовою 1316 осіб (99,9%) назвали румунську.
Національний склад населення села:
| Національність | Кількість осіб | Відсоток |
| -------------- | -------------- | -------- |
| румуни         | 1306           | 99,2%    |
| цигани         | 9              | 0,7%     |